# Chu Quán Vũ
Chu Quán Vũ (Giản thể: 周冠宇; pinyin: Zhōu Guànyǔ; sinh ngày 30 tháng 5 năm 1999) là một tay đua ô tô người Trung Quốc. Chu Quán Vũ là tay đua người Trung Quốc đầu tiên đua chính chặng đua xe Công thức 1. Mùa giải 2022, Chu Quán Vũ thi đấu cho đội đua Alfa Romeo.

## Sự nghiệp
Trước năm 2022, thành tích tốt nhất của Chu Quán Vũ là Á quân giải Italian F4 Championship năm 2015,  vô địch giải F3 Asian Championship 2021 và hạng 3 giải FIA Formula2 năm 2021.
Năm 2022, Chu Quán Vũ là tay đua Công thức 1 đầu tiên người Trung Quốc. Anh thi đấu cho đội đua Alfa Romeo. Ở chặng đua F1 đầu tiên của mình là GP Bahrain thì Chu Quán Vũ cũng đã ghi được điểm số F1 đầu tiên với việc cán đích ở vị trí thứ 10.

## Thống kê thành tích
| Năm     | Giải đua                            | Đội đua                      | Số chặng | Chiến thắng | Pole  | F/Lap | Podium | Điểm  | Xếp hạng |
| ------- | ----------------------------------- | ---------------------------- | -------- | ----------- | ----- | ----- | ------ | ----- | -------- |
| 2014    | Italian F4 Winter Trophy            | Prema Powerteam              | 2        | 0           | 0     | 0     | 2      | N/A   | N/A      |
| 2015    | Italian F4 Championship             | Prema Powerteam              | 21       | 3           | 2     | 0     | 9      | 223   | 2nd      |
| 2015    | ADAC Formula 4 Championship         | Prema Powerteam              | 9        | 0           | 0     | 0     | 2      | 45    | 15th     |
| 2016    | FIA Formula 3 European Championship | Motopark                     | 30       | 0           | 0     | 0     | 2      | 101   | 13th     |
| 2016    | Masters of Formula 3                | Motopark                     | 1        | 0           | 0     | 1     | 0      | N/A   | 16th     |
| 2016    | Macau Grand Prix                    | Motopark                     | 1        | 0           | 0     | 0     | 0      | N/A   | 15th     |
| 2016    | Toyota Racing Series                | M2 Competition               | 15       | 1           | 0     | 1     | 4      | 685   | 6th      |
| 2017    | FIA Formula 3 European Championship | Prema Powerteam              | 30       | 0           | 0     | 0     | 5      | 149   | 8th      |
| 2017    | Macau Grand Prix                    | Prema Powerteam              | 1        | 0           | 0     | 0     | 0      | N/A   | 8th      |
| 2017–18 | Formula E                           | Techeetah                    | Dự bị    | Dự bị       | Dự bị | Dự bị | Dự bị  | Dự bị | Dự bị    |
| 2018    | FIA Formula 3 European Championship | Prema Theodore Racing        | 30       | 2           | 3     | 1     | 6      | 203   | 8th      |
| 2018    | Macau Grand Prix                    | SJM Theodore Racing by Prema | 1        | 0           | 0     | 0     | 0      | N/A   | 11th     |
| 2019    | FIA Formula 2 Championship          | UNI-Virtuosi Racing          | 22       | 0           | 1     | 2     | 5      | 140   | 7th      |
| 2020    | FIA Formula 2 Championship          | UNI-Virtuosi Racing          | 24       | 1           | 1     | 4     | 6      | 151.5 | 6th      |
| 2020    | Formula One                         | Renault DP World F1 Team     | Dự bị    | Dự bị       | Dự bị | Dự bị | Dự bị  | Dự bị | Dự bị    |
| 2021    | FIA Formula 2 Championship          | UNI-Virtuosi Racing          | 22       | 4           | 1     | 1     | 9      | 183   | 3rd      |
| 2021    | F3 Asian Championship               | Abu Dhabi Racing by Prema    | 15       | 4           | 5     | 5     | 11     | 257   | 1st      |
| 2021    | Formula One                         | Alpine F1 Team               | Dự bị    | Dự bị       | Dự bị | Dự bị | Dự bị  | Dự bị | Dự bị    |
| 2022    | Formula One                         | Alfa Romeo F1 Team Orlen     | 22       | 0           | 0     | 0     | 0      | 4     | 18       |

* Mùa giải đang diễn ra.